# Mike Comrie
Michael "Mike" William Comrie (Edmonton, Alberta, 11 de septiembre de 1980) es un exjugador de hockey sobre hielo canadiense.
Durante su carrera de 13 años en el NHL jugó con los Edmonton Oilers, Philadelphia Flyers, Phoenix Coyotes, Ottawa Senators, New York Islanders, y los Pittsburgh Penguins. Se casó con la actriz Hilary Duff en 2010, y tuvieron un hijo, Luca Cruz Comrie, en 2012. Se retiró de jugar en 2012, después de su tercera cirugía de cadera. La pareja se separó en 2014 y se divorció en 2016.